# Abbaye de Paisley
L’abbaye de Paisley est un ancien monastère clunisien, devenu église de paroisse de l’Église d’Écosse. Elle se situe sur la rive Est de la White Cart Water (de), au centre de la ville de Paisley, dans le Renfrewshire, en Écosse.

## Histoire
On attribue à Mirin de Paisley (saint Mirin) la fondation d’une communauté sur ce site au VIIe siècle. Peu de temps après sa mort, un culte fut rendu au saint qui fit de l’endroit une destination de pèlerinage et un lieu de vénération.

Le nom de Paisley vient peut-être du brittonique Passeleg forme locale du terme grec basilica désignant une église majeure.
En 1899, une plaque en granit noir à l'effigie de Brave Paisley a été posée sous le pied de la statue représentant Matthieu (premier évangile canonique). Cette commémoration seconde la statue qui décore déjà la ville de Paisley en son nom.

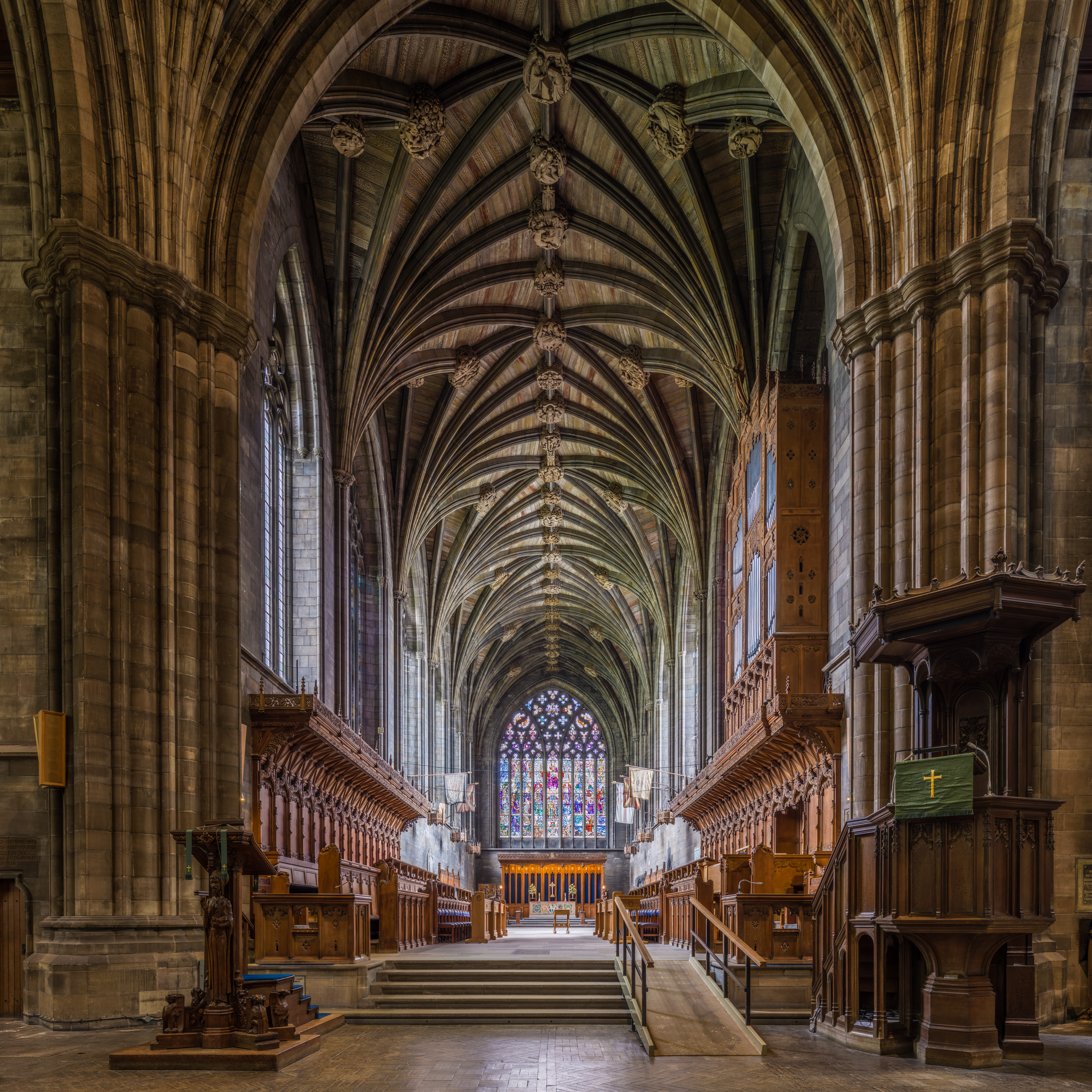
Intérieur de l'abbaye.
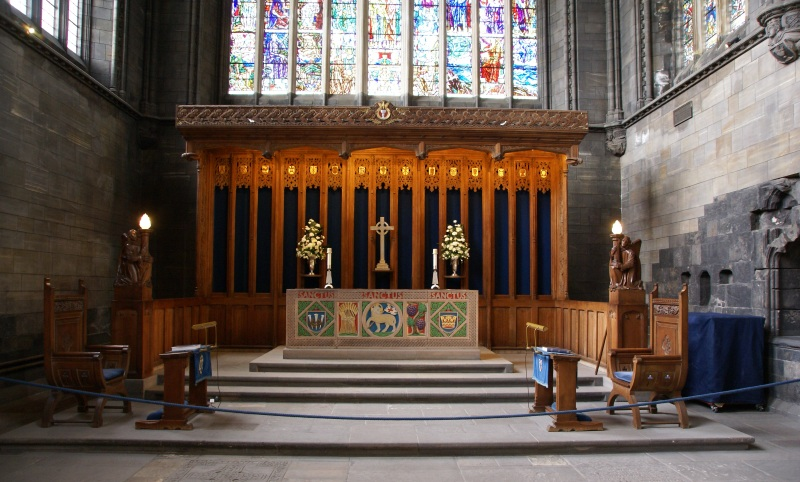
Chœur et autel.
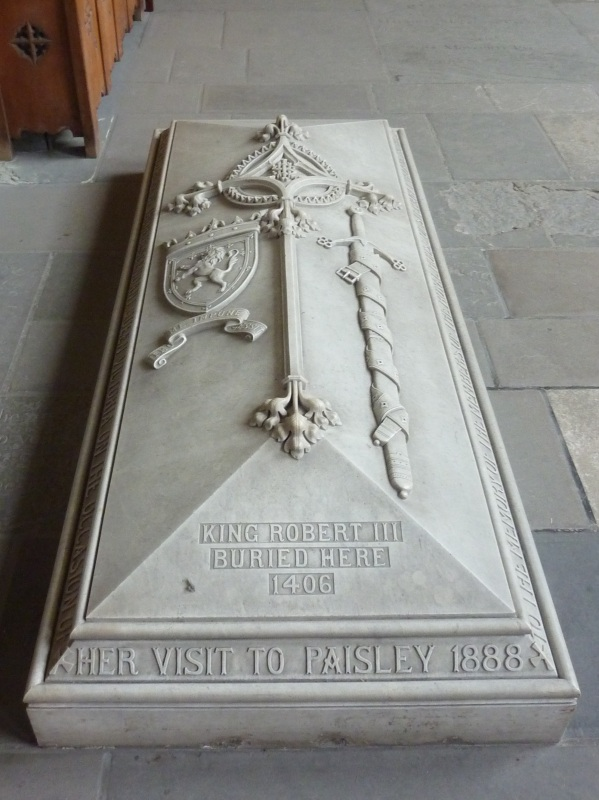
Tombe de Robert III d'Écosse.